# Crédin
Crédin település Franciaországban, Morbihan megyében. Lakosainak száma 1493 fő (2022. január 1.). Crédin Rohan, Bréhan, Pleugriffet, Réguiny, Kerfourn, Gueltas és Évellys községekkel határos.

## Népesség
A település népességének változása:
| Lakosok száma | 1511 | 1397 | 1375 | 1418 | 1514 | 1529 | 1559 | 1520 | 1501 | 1493 |
|               | 1968 | 1982 | 1990 | 2006 | 2013 | 2015 | 2017 | 2019 | 2020 | 2022 |